# Johann Baptist Eberenz
Johann Baptist Eberenz (* 11. Juni 1723 in Sasbach am Kaiserstuhl; † 8. Februar 1788 in Freiburg im Breisgau) war ein deutscher Mathematiker und Ingenieur.

## Leben
1747 begann er seine Lehrtätigkeit an der Kadettenschule in Straßburg. 1755 wurde er als Professor für Mathematik, an die Universität von Freiburg im Breisgau berufen. Er schrieb auch Lehrbücher über die reine und die angewandte Mathematik.
Gleichzeitig war Eberenz als kaiserlicher Wasserbaudirektor und Rheininselinspektor auch praktisch tätig und konnte so wichtige Erkenntnisse über die Flusshydraulik gewinnen, die er in einer Publikation der Nachwelt überlieferte.
Eberenz beschäftigte sich auch mit der hebräischen Sprache und trat mit deinem entsprechendem Buch 1759 an die Öffentlichkeit („Regulae praecipuae methodi hagiographicae in usum Philebraeorum“).
Eberenz fasste sein Wissen über die Flusshydraulik und den Flussbau in dem 1767 erschienenen Werk „Erste Gründe der Wasserbaukunst an reißenden Flüssen“ zusammen. Damit gehört er im deutschen Sprachraum zu den ersten, die den Abfluss in einem natürlichen Gerinne wissenschaftlich behandelten. Auf seine Arbeiten bauen beispielsweise die Untersuchungen von Johann Esaias Silberschlag auf.